# Llaüt de Pitàgores

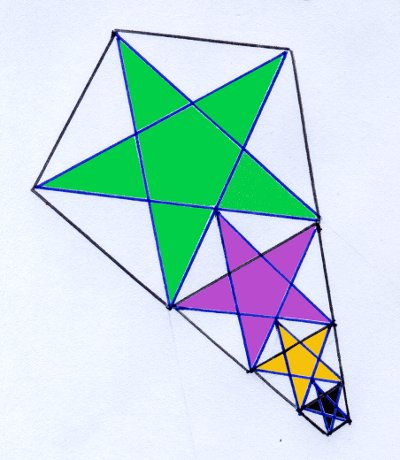
Representació aproximada del llaüt de Pitàgores

El llaüt de Pitàgores és una figura geomètrica basada en la repetició d'una seqüència de pentagrames.

## Construcció
El llaüt es pot obtenir dibuixant una seqüència de pentagrames. Els centres dels pentagrames han d'estar units per una línia i, excepte el primer i el més gran, han de compartir dos vèrtexs amb el següent més gran en mida d'aquesta seqüència.
Una construcció alternativa es basa en el triangle auri, un triangle isòsceles amb una obertura als angles de la base de 72° i una obertura a l'angle superior de 36°. A l'interior d'aquest angle es poden inscriure dues còpies en petit, de manera que la base del triangle sigui a la vegada un dels costats dels altres triangles. Els dos costats nous d'aquests dos triangles més petits juntament amb la base del primitiu triangle, formaran tres dels cinc costats d'un polígon. Afegint un segment entre els punts finals d'aquests dos nous costats, en resulta un petit triangle auri a partir del qual es pot iniciar la construcció d'una nova seqüència.
Altres fonts citen un altre pentagrama, inscrit dins del pentagrama interior que hi ha al pentagrama més gran de la figura. Els altres pentàgons de la seqüència no tindrien pentagrames inscrits al seu interior.

## Propietats
L'envolupant convexa del llaüt és una deltoide que té tres angles de 108° i un de 36°. La mida de cadascun dels pentagrames consecutius tenen com a ratio el nombre auri.

## Història
El nom de llaüt ve dels antics Pitagòrics tot i que el seu origen és incert. La referència més antiga d'aquesta figura es troba en un llibre de 1990 que tracta sobre el nombre auri, escrit per Boles i Newman.